# Liste der Historical Markers im Smith County (Texas)
Diese Liste gibt einen Überblick über alle Orte und Objekte im texanischen Smith County, an denen von der Texas Historical Commission so genannte Historical Markers errichtet oder angebracht wurden. Mit diesen Gedenkplatten wird an historisch signifikante Orte, Einrichtungen, Gebäude oder Personen erinnert.
Bislang wurden im Smith County 93 Historical Markers angebracht. 
Hinweis: Die Liste führt alle Historical Markers nach Städten geordnet auf. In Klammern wird das Jahr der Errichtung genannt.

## Bullard
| - Bullard Cemetery (2001) - Bullard City Well (2009) - Dewberry Plantation House (1962) |

## Flint
| - Flint Cemetery (2003) |

## Lindale
| - Bethesda Presbyterian Church and Cemetery (1994) - Camp of the Army of the Republic of Texas (1936, 1975) - Damascus Baptist Church (1994) - Duck Creek Soil Erosion Project (1984) - Flewellen-Thweatt Cemetery (2001) - Site of Flora (2001) - Hubbard Family Cemetery (1978) |

## Noonday
| - Hawthorne Cemetery (2004) |

## Overton
| - El Bethel Missionary Baptist Church (2003) |

## Starville
| - Henry Gary House (1962) |

## Troup
| - First Presbyterian Church, U.S. of Troup (1981) - First United Methodist Church of Troup (2003) - Erasmus M. Hanna House (1968) |

## Tyler
| - Antioch Baptist Church (2001) - Bascom Cemetery (1994) - Frank Bell House (1978) - Belzora Landing, Head of Navigation on the Sabine River (1970) - Rudolph Bergfeld (2008) - Colonel Thomas R. Bonner (1963) - Butler College (2008) - Camp Fannin (1989) - Camp Fannin Internment Camp World War II P.O.W. Camp (2008) - Camp Ford (1962) - Cedar Street United Methodist Church (1989) - Christ Episcopal Church (1981) - Confederate Arms Factory (1936) - Connally House (1983) - Major John Dean House (1972) - Judge Stockton Donley (1936) - John B. and Ketura Douglas House (1998) - Major James P. Douglas (1963) - First Baptist Church of Tyler (1987) - First Christian Church of Tyler (1984) - First County Agricultural Extension Agent (1971) - Gary Elementary School (1994) - Goodman Home (1962) - Headache Springs, C. S. A. Medical Laboratory (1965) - James Calhoun Hill (1978) - Hopewell Baptist Church (1997) - Colonel Richard B. Hubbard (1963) |

## Whitehouse
| - First Baptist Church of Whitehouse (1989) |

## Winona
| - Barber Cemetery (2003) - First Baptist Church of Winona (1997) |